# Moissey
Moissey ist eine französische Gemeinde im Département Jura in der Region Bourgogne-Franche-Comté. Sie gehört zum Arrondissement Dole und zum Kanton Authume.

## Geografie
Die Départementsstraße D475 verbindet Moissey mit Menotey im Südwesten und Offlanges im Nordosten. Die weiteren Nachbargemeinden sind Montmirey-la-Ville im Norden, Montmirey-le-Château im Nordosten, Amange im Südosten sowie Gredisans, Archelange und Châtenois im Süden.
Die Gemeindegemarkung hat Anteile am Mont Guérin im Osten und am Forêt de la Serre im Westen.

## Bevölkerungsentwicklung
| Jahr                       | 1962 | 1968 | 1975 | 1982 | 1990 | 1999 | 2006 | 2017 |
| -------------------------- | ---- | ---- | ---- | ---- | ---- | ---- | ---- | ---- |
| Einwohner                  | 367  | 340  | 346  | 381  | 426  | 527  | 559  | 563  |
| Quellen: Cassini und INSEE |      |      |      |      |      |      |      |      |

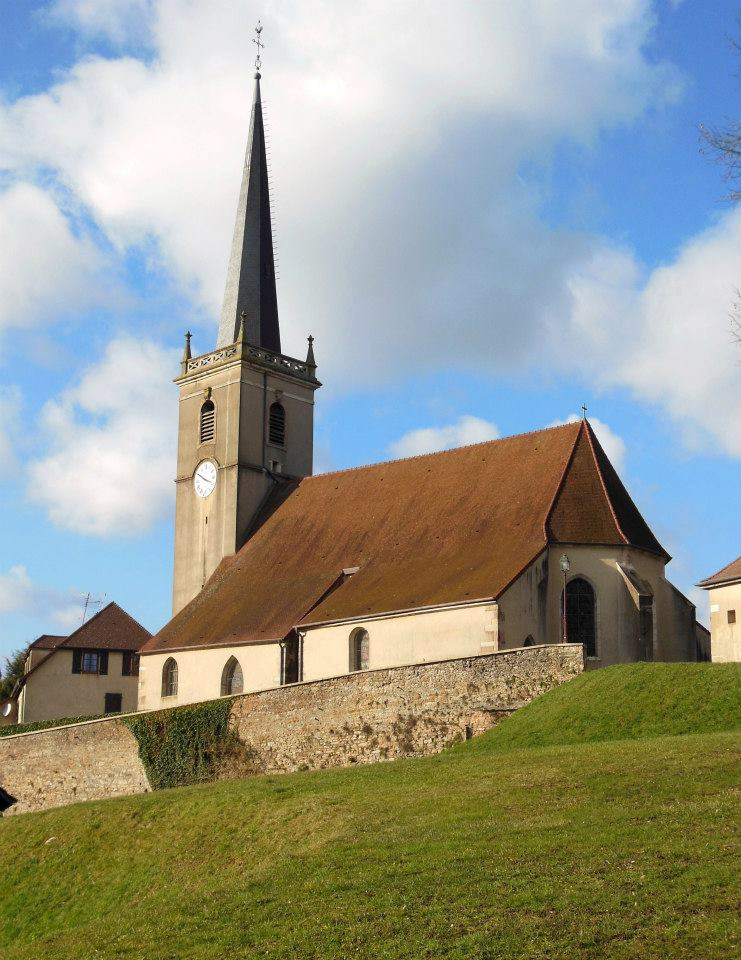
Kirche Saint-Gengulphe
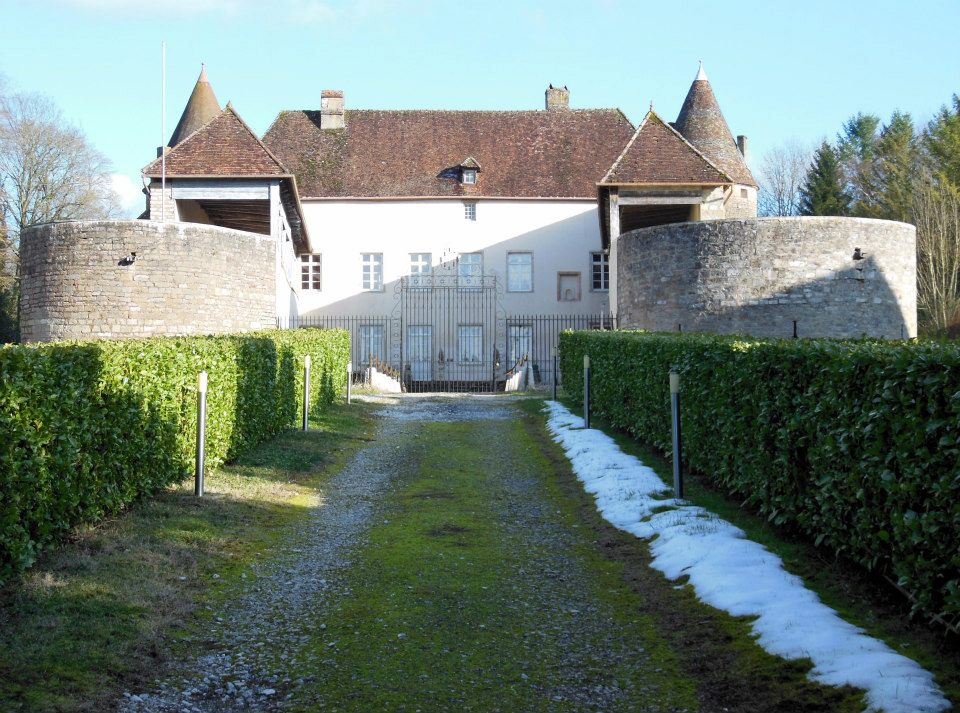
Schloss von Moissey